# アルコRSC-2形ディーゼル機関車
アルコRSC-2は、アメリカン・ロコモティブ（アルコ）が生産した車軸配置A1A-A1A、ロード・スイッチャータイプの電気式ディーゼル機関車である。RS-2の軸重を軽減するために車軸配置を変更したもので、1946年10月から1950年4月にかけて計91両が製造された。

## 解説
RSC-2には、出力1,500馬力の設計記号E-1661AとE-1661B、出力1,600馬力のE-1661Cがある。
また、納入後、台車をB形のも(2動軸のもの)に変更したものもあり、後述するシーボード・エア・ライン鉄道(SAL)では23両が、スー・ライン鉄道(SOO)では全4両が該当する。
最初にRSC-2の配備を受けた鉄道は、ミルウォーキー鉄道(MILW)であった。1947年、完全ディーゼル化した場合の影響を調べるために、ウィスコンシン州ワウソーに事務所を置くバレー・ディビジョンに配置された。この試験配置は成功し、すぐに全蒸気機関車がバレー・ディビジョンから排除された。その後は、GM-EMDのSDL39に置き換えられるまで、長く使用された。
アメリカ南東部のシーボード・エア・ライン鉄道(SAL)に目を向けると、SALの支線において、RSC-2は適正な出力を持ったジャストサイズの機関車であった。SALは徐々に増備し、RSC-2の最大所有者となった。そして、入換から、フロリダ州ボーンバレーからの重量リン酸塩輸送にまで使用した。SALがシーボード・コースト・ライン鉄道(SCL)になってもまだ使用され、1970年代初頭にようやくタンパのユーセタ(Uceta)の工場で解体された。
アルコは本形式をポルトガルとアルジェリアにも輸出した。ポルトガルへは12両が輸出され、製造後60年を経過してもなお5両が21世紀になっても定期旅客列車牽引に使用されている。そして、1両が博物館に、6両が軌道保守会社に譲渡された。

## 製造時の所有者
| 鉄道                                                                                        | 両数 | ロードナンバー             | 備考                                 |
| ------------------------------------------------------------------------------------------- | ---- | -------------------------- | ------------------------------------ |
| Office des Chemins de fer Algériens (Office CFA)                                            | 5    | 040DD1 - 040DD5            |                                      |
| ポルトガル鉄道                                                                              | 12   | DE101-DE106, DE1101-DE1106 | 5両が稼働中                          |
| アメリカン・ロコモティブ (デモ車)                                                           | 1    | 1190                       | のちユニオン・パシフィック鉄道(UP)へ |
| シカゴ・ミルウォーキー・セント・ポール・アンド・パシフィック鉄道 (ミルウォーキー鉄道、MILW) | 22   | 975-996                    |                                      |
| シーボード・エア・ライン鉄道(SAL)                                                           | 37   | 1500-1536                  | 1532-1536 は1,600馬力                |
| スー・ライン鉄道(SOO)                                                                       | 4    | 368-371                    |                                      |
| ユニオン・パシフィック鉄道(UP)                                                              | 10   | 1180-1189                  |                                      |
| 合計                                                                                        | 91   |                            |                                      |